# مقاطعة هيل (تكساس)
مقاطعة هيل (بالإنجليزية: Hill  County)‏ هي إحدى المقاطعات في ولاية تكساس، الولايات المتحدة الأمريكية.